# Прапор Буцинівки
Пра́пор Буци́нівки — геральдичний символ населених пунктів Буцинівської сільської ради Роздільнянського району Одеської області (Україна): Буцинівки, Карпівки, Кузьменки, Мільярдівки та Новодмитрівки. Прапор затверджений рішенням Буцинівської сільської ради.

## Опис
Прапор являє собою прямокутне полотнище з вертикальним кріпленням. Кількість променів сонця символізує кількість сіл (5 п'ять), які входять до Буцинівської сільської ради.